# 다시마 국물

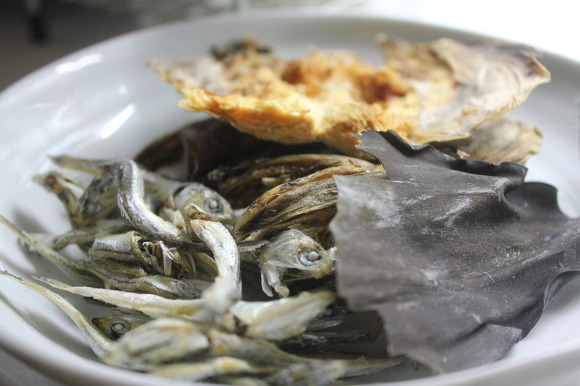
다시마·멸치·황태 밑국물 재료

다시마 국물은 다시마를 우려 낸 물이다. 밑국물로 쓸 때는 다시마 육수(--肉水)나 다시마 밑국물(영어: kelp stock), 다시마 맛국물로도 부른다. 한국 요리와 일본 요리에 많이 쓰인다. 맑은국으로 먹을 때는 다시마 맑은국(영어: kelp broth)이라 부른다.

## 같이 보기
- 고기 국물
- 다시마차
- 생선 국물
- 채소 국물